# Dobravlje (gmina Ajdovščina)
Dobravlje – wieś w Słowenii w gminie Ajdovščina. We wsi znajduje się kościół św. Piotra, należący do parafii Vipavski Križ, w Diecezji Koper. Jest datowany na 1641 r. i zawiera obrazy słoweńskiego malarza barokowego Antona Čebeja.